# Canaletto
Canaletto teljes nevén Giovanni Antonio Canal (Velence, 1697. október 7. – Velence, 1768. április 19.) itáliai festő és rézkarcoló. Nagy erénye, hogy a városlátképek, a veduták műfaját teljesen új művészi magaslatokra emelte.

## Névazonosság
Antonio Canal unokaöccse, eredeti nevén Bernardo Bellotto (1721–1780), teljesen hasonló irányban tevékenykedett, és később ugyancsak a „Canaletto” művésznevet vette föl. Ő valamivel világosabbra festette képeit, amiért színei lényegesen élénkebbek és jobb fény-árnyék hatásuk révén árnyalatuk is melegebb. Az épületszerkezeteket is pontosabban örökítette meg. Joggal mondható, hogy felülmúlta mesterét.

## Életrajza

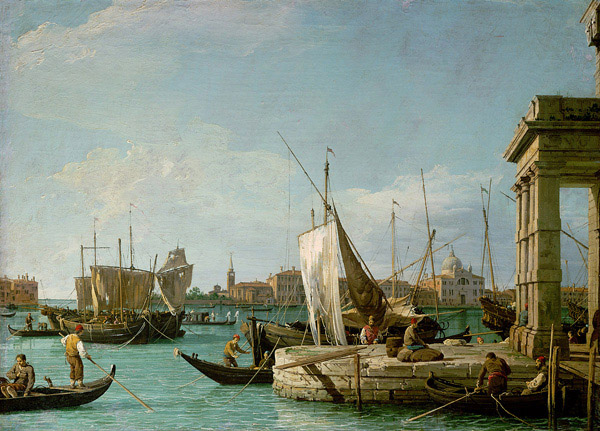
Velencei látkép

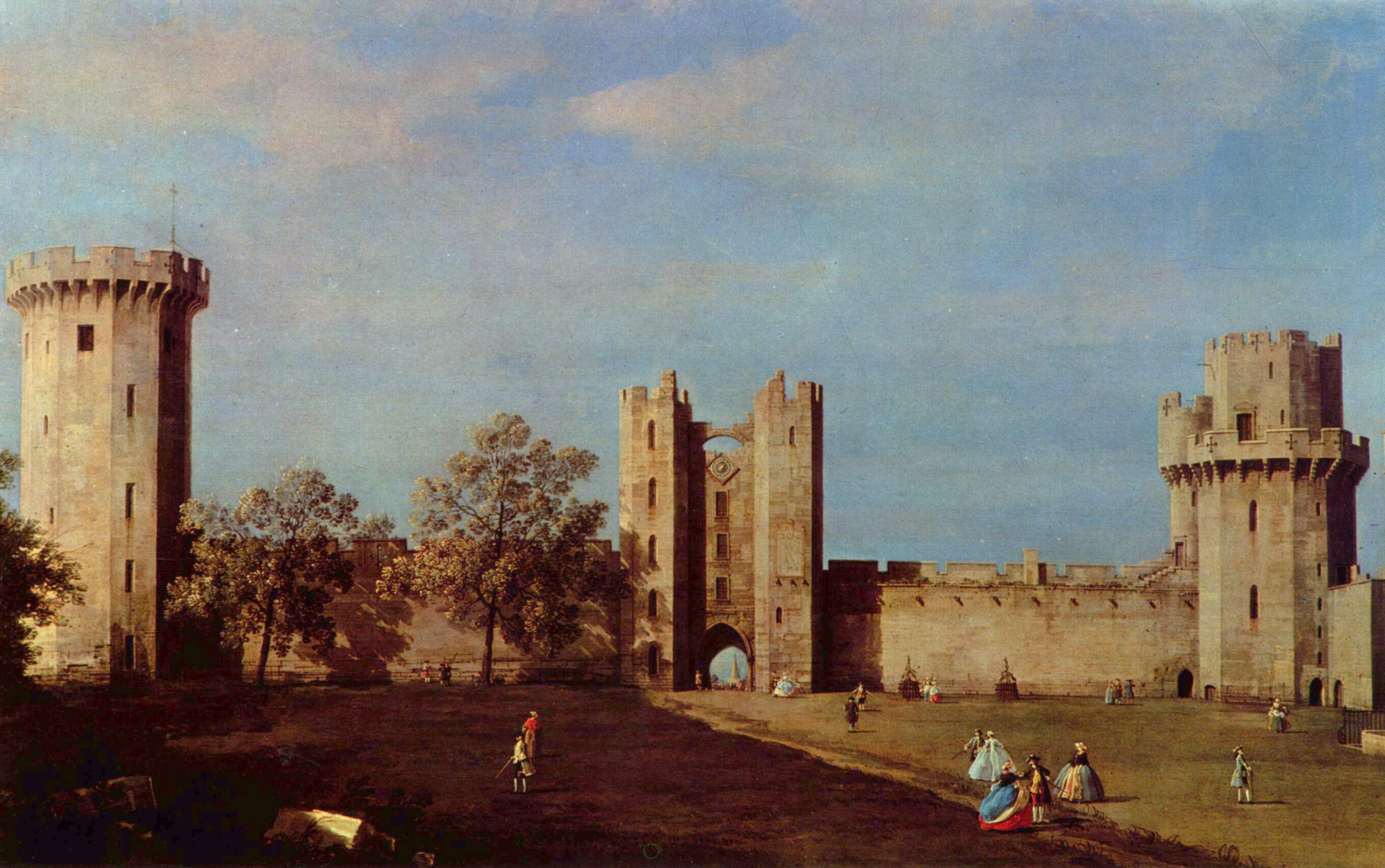
Angliai látkép

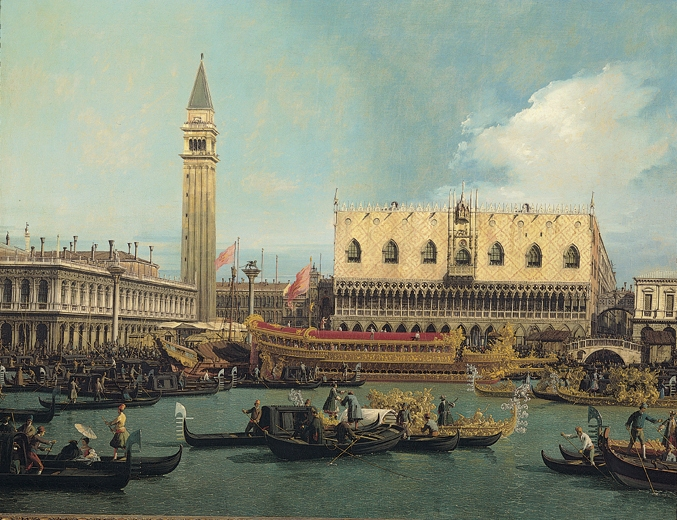
Velence: A dózse díszgondolája a mólónál, áldozócsütörtökön

Művészi életpályája apja, Bernardo Canal díszletfestő műhelyében indult, de a kortársak már korán felismerték rendkívüli tehetségét. Apja műhelyében testvérével, Cristoforóval velencei színházak részére festettek díszleteket. 1719-ben Rómába utazott, ahol a mediterrán táj megörökítését tanulmányozta. Munkásságának e szakaszában Jaspar van Wittel hatott rá.
1720 körül fordult figyelme a városlátképek felé, és élete végéig ez is maradt művészetének fő témája.  Szülővárosáról, Velencéről készített látképeit külföldön adta el.  A Velencébe települt ír kereskedő, Owen Mac Swiny és az 1744-től velencei brit konzul Joseph Smith révén széles vevőkörre tett szert Angliában. 
1745-ben, részben a patrónusainak utazását megnehezítő osztrák örökösödési háború miatt, Canaletto Angliába ment. 1755-ig többnyire ott élt, számos képet festett a Temzéről és hídjairól, a Whitehallról, valamint sok neves vidéki épületről, így Warwick váráról és Badmintonról is.
1755-ben tért vissza szülővárosába, 1763-ban megválasztották a Velencei Festőakadémia tagjává. Munkásságának hosszú betegség vetett véget, 1768. április 20-án halt meg, a velencei San Lio-templomban helyzeték örök nyugalomra.
Családi- és magánéletéről meglehetősen keveset tudunk.

## Művészetének jellemzői
Veduta-festő elődei Luca Antonio Carlevaris és a holland származású Jaspar van Wittel (Vanvitelli) voltak.  Canaletto minden alkotása a részletek aprólékos kidolgozásáról tanúskodik.  Gondos toll- és ceruzavázlatokat készített, amelyeket gyakran jegyzetekkel látott el.  Valószínűleg használt camera obscurát (a. m. sötétkamra, belőle fejlődött ki a fényképezőgép), hogy az eléje táruló kép apró részleteit is felfedezze és rögzítse.  Műveit a lineáris perspektíva alapján komponálta, ami nemcsak a térérzet illúzióját kelti, hanem az esztétikai rend eszköze is. Gyakran alkalmazott nagylátószögű, vagy madártávlat-nézőpontot több enyészpontos perspektívával.  A perspektívát arra használta, hogy irányítsa a szemet.  Vezesse a szemlélőt a művész által gondosan megtervezett felfedező úton.

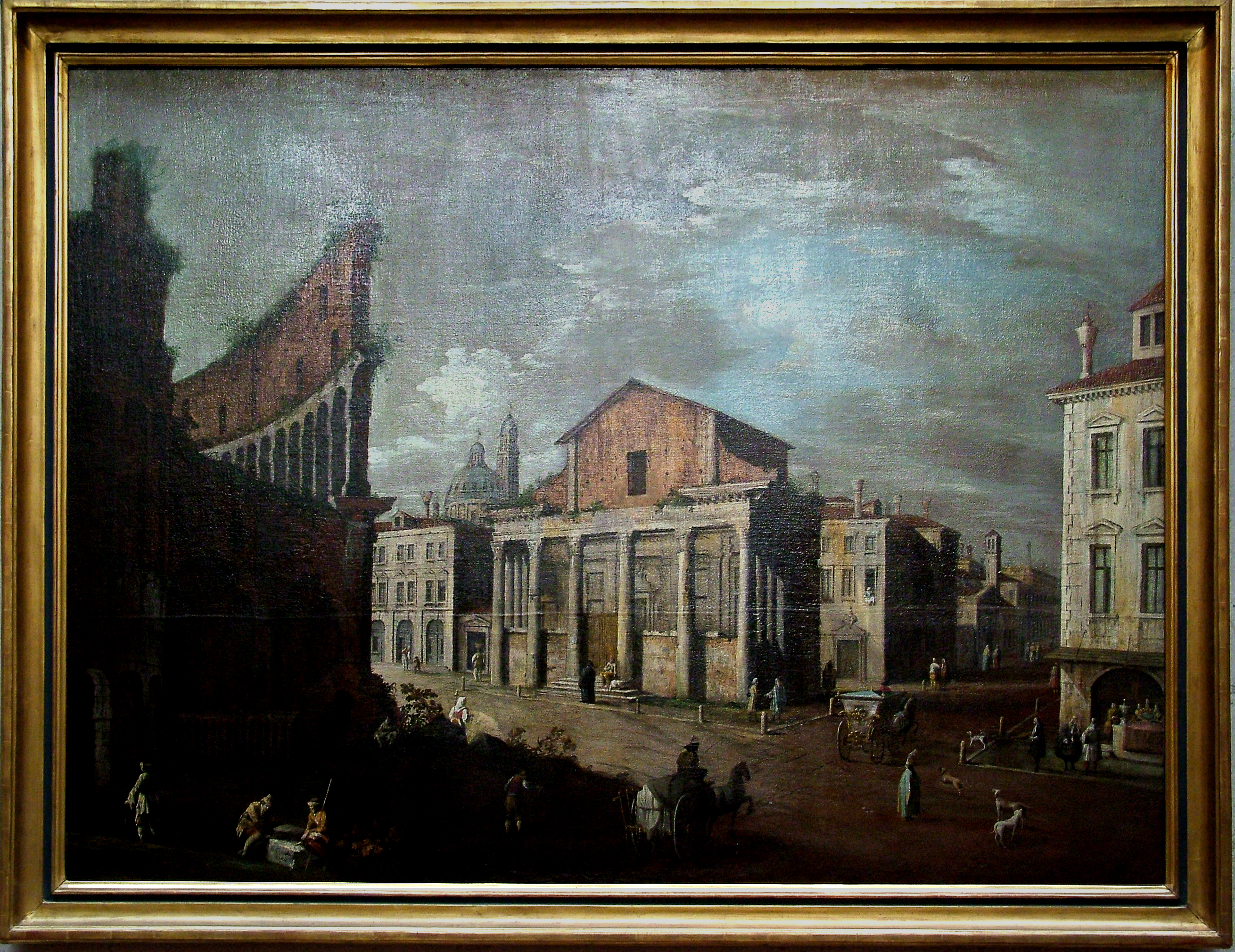
Római látkép (Szépművészeti Múzeum, Budapest)

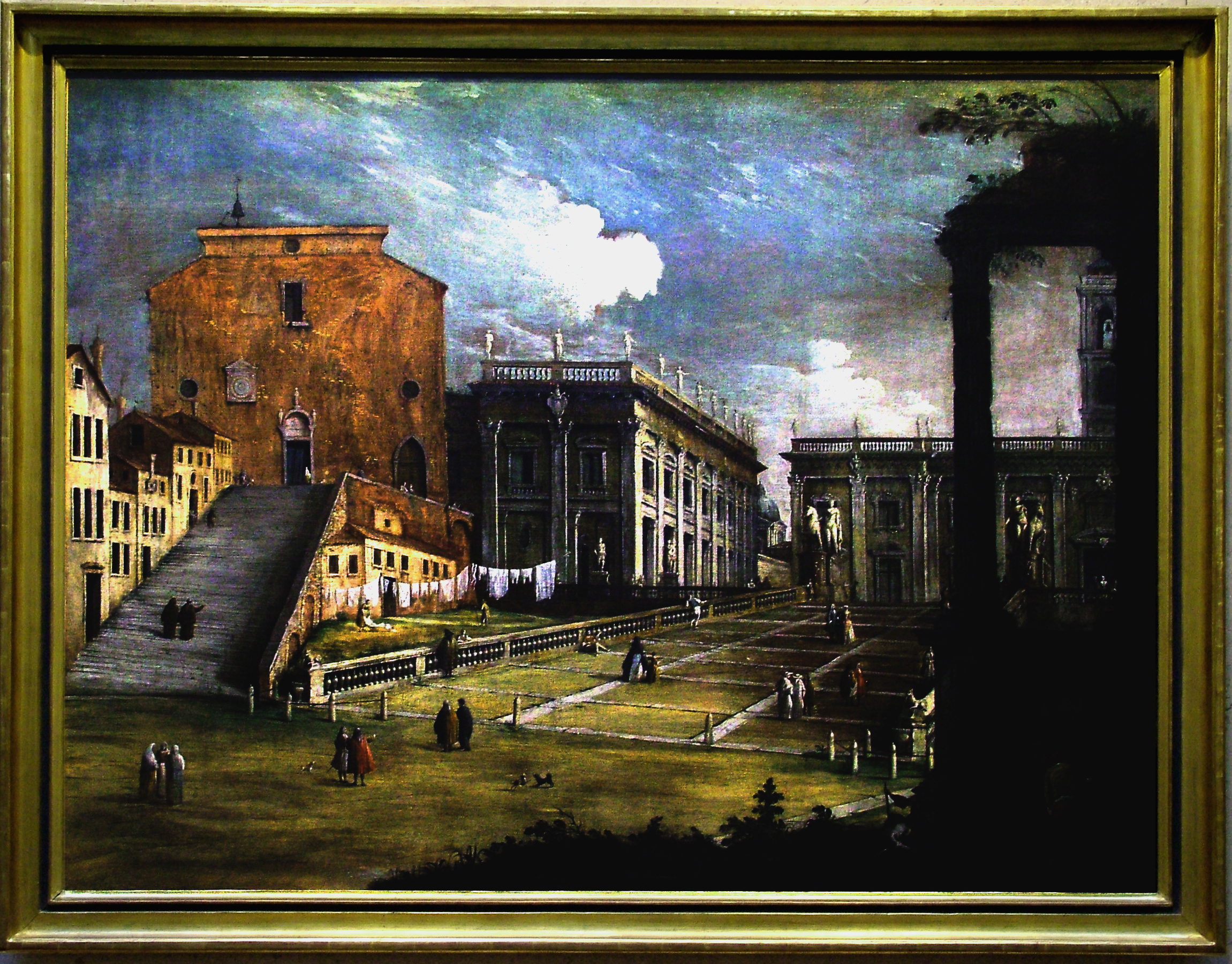
Róma: Capitolium tér (Szépművészeti Múzeum, Budapest)

Canaletto korai művei, köztük az ún. Kőművesudvar (National Gallery, London) a felszín és a textúra által nyújtott látványos hatások iránti vonzalmát tanúsítják.  Az e korszakból származó néhány kiemelkedő alkotás, így A Szent Kristóf-templom látképe (Royal Art Collection, Windsor) a francia Corot-ra emlékeztető szabad ecsetkezeléssel készült, a fényhatások pedig a korai impresszionisták előfutára. 
Velencei városképei rendkívül változatosak; a szabálytalan alakú, kisebb zárt terektől a Canal Grande és a Szent Márk-öböl széles panorámájáig terjednek.  Átgondolt színkezelésével a klasszikus és megnyugtatóan rendezett tér érzetét képes kelteni; ez a tulajdonsága ugyanakkor keveredik az atmoszféra, a hangulat hatásai iránti kifinomult érzékkel, amely elsősorban a rokokóra jellemző és kortárs földije, Tiepolo művészetével rokonítja.  Később azonban az alapos részletkidolgozás és a térbeli pontosság iránti igény keményebb, sematikusabb ábrázolásmódhoz vezette, sokkal erőteljesebb ecsetkezeléssel.  Ennek következtében a munkásságának vége felé keletkezett műveinek stílusa mesterkéltebb és szárazabb lett.  Az Angliából történő hazatérte után készített képei pedig sötétebb, komorabb árnyalatúak.
A budapesti Szépművészeti Múzeum több, Canalettótól származó római városképének mai fényképfelvételekkel való összehasonlítása során számos olyan tárgybeli különbözőség fedezhető fel, amelyek alapján elképzelhető, hogy egyes műveit nemcsak konkrét helyismeret, hanem saját elképzelései vagy hallomás alapján is készítette (Capitolium tér, Colosseum, Pantheon).  Köztudott azonban, hogy a capriccio (szeszély) műfaja éppen ebben áll (különböző helyszínek elemei is összekeveredhetnek benne).
Ez az érett stílus ugyanakkor tökéletesen megfelelt a rézmetszetnek. Velencei látképei után Visentini számos metszetsorozatot készített (1732, 1745), ami Canaletto művészetének és hatásának továbbélését bizonyítja.  Smith, Canaletto 54 képéből és több mint 140 rajzából álló magángyűjteményét később eladta III. György királynak; ezek közül sok még ma is látható a windsori Royal Art Collectionben.